# Стара Отрада
Стара Отра́да (рос. Старая Отрада, башк. Иҫке Отрада) — село у складі Куюргазинського району Башкортостану, Росія. Адміністративний центр Отрадинської сільської ради.
Населення — 529 осіб (2010; 569 у 2002).
Національний склад:
- росіяни — 71%